# The Winds are Singing Freedom
The Winds are Singing Freedom(더 윈즈 아 싱잉 프리덤)은 북아일랜드의 가수 토미 메이컴이 작사, 작곡한 현대 포크송이다. 1970년대에 작곡되었지만, 토미 메이컴의 앨범에는 1993년에야 나온다. 3절로 되어 있고 후렴구는 1절 앞과 각 절 사이사이에 나온다. 1974년에 북아일랜드 포크 그룹인 더 발리콘(The Barleycorn)의 앨범에 타이틀 곡으로서 처음으로 수록되었다.
곡이 작곡되던 1974년은 IRA와 영국군의 충돌이 절정에 달한 때였다. 당시 북아일랜드는 IRA의 독립 투쟁으로 나라 전역이 전쟁터였으며 본 곡 가사에도 나오듯이 벨파스트의 거리는 양측의 폭격으로 난장판이 되어 있었다. 이 곡은 북아일랜드의 독립 투쟁을 소재로 아일랜드의 민족 감정을 자극하고 있다. 가사는 지금은 비록 북아일랜드가 영국의 식민통치 하에서 고통 받으며 신음하고 있지만 언젠가 새로운 날이 열리게 될 것이고, 북아일랜드가 억압으로부터 풀려날 것이라는 희망을 제시하고 있다. 제목에도 나와 있듯이 의인법이 핵심 수사법이다. 맨 마지막 절을 보면 "If you sow the seeds of justice, you can reap the fruit of peace."(ⓒTommy Makem. "정의의 씨를 뿌린다면, 평화의 열매를 거둘 수 있습니다.")라는 말이 나온다. 이것은 토미 메이컴이 어렸을 때 교황이었던 비오 12세의 사목 표어 Opus Justitiae Pax, 곧 평화는 정의가 이룬 작품을 영어로 옮긴 것이다. 가톨릭 신앙에 입각한 토미 메이컴의 평화관이 드러난다. 이는 적극적 평화주의, 곧 참된 평화(기독교에서 말하는 평화)는 정의가 실현됨으로써 구현될 수 있다는 사상을 담아내고 있다.
1989년 동구권의 공산정권이 무너짐으로써 철의 장막이 붕괴될 때, 토미 메이컴은 자주 자신이 지은 이 곡이 독재정권 치하에서 신음하는 동유럽 사람들에게 새로운 미래가 열린다는 희망을 주는 곡으로 여겨졌다고 자랑하곤 했다. 메이컴 본인은 이 곡을 소련 붕괴 이후인 1993년에야 불렀지만, 이미 더 발리콘과 더 샌즈 패밀리(The Sands Family)를 비롯한 많은 아티스트들이 이 곡을 부른 바 있다. 아일랜드 반영가요들 가운데 가장 수위가 높고 직설적인 곡이다.